# Mia Kirshner
Mia Kirshner (Toronto, 25 januari 1975) is een Canadese actrice. Ze speelt sinds 2004 een van de vaste personages in de televisieserie The L Word.
Kirshner is een dochter van joodse ouders. Haar vader is journalist bij Canadian Jewish News. Hij leerde Kirshners moeder, een Bulgaars-joodse vluchteling, kennen in Israël.
Kirshner studeerde Russische letterkunde en filmwetenschappen aan de McGill-universiteit in Montreal. Ze kreeg haar eerste filmrol in 1993. In Love and Human Remains speelde ze de rol van Benita en werd daarvoor genomineerd voor de Genie voor 'beste vrouwelijke bijrol'. Ze speelde ook mee in de film Not Another Teen Movie (2001) als Catherine Wyler.
Kirshner speelde Mandy in de televisieserie 24. Ze was als zodanig te zien in het eerste, tweede en vierde seizoen. Daarnaast behoort ze sinds de start in 2004 tot de vaste cast van The L Word, waarin ze Jenny Schecter speelt. Sinds december 2009 speelt ze Isobel Flemming-Saltzman in de televisieserie The Vampire Diaries.

## Filmografie
- Defiance (2013)
- The Barrens (2012)
- 30 Days of Night: Dark Days  (2010)
- Miss Conception (2008)
- The Black Dahlia (2006)
- The Iris Effect (2004)
- Party Monster (2003)
- Now & Forever (2002)
- New Best Friend (2002)
- Not Another Teen Movie (2001)
- According to Spencer (2001)
- Century Hotel (2001)
- Cowboys and Angels (2000)
- Dark Summer (2000)
- Out of the Cold (1999)
- Saturn (1999)
- Mad City (1997)
- Anna Karenina (1997)
- The Crow: City of Angels (1996)
- The Grass Harp (1995)
- Murder in the First (1995)
- Exotica (1994)
- Love & Human Remains (1993)
- Cadillac Girls (1993)